# Enpinanga assamensis
Enpinanga assamensis är en fjärilsart som beskrevs av Walker 1856. Enpinanga assamensis ingår i släktet Enpinanga och familjen svärmare. Inga underarter finns listade i Catalogue of Life.